# Jaime González
Jaime "Charol" González Ortíz (1 de abril de 1938) é um ex-futebolista colombiano que atuava como defensor.

## Carreira
Jaime González fez parte do elenco da Seleção Colombiana de Futebol, na Copa do Mundo de  1962. 